# Johann-Christoph-Blumhardt-Kirche

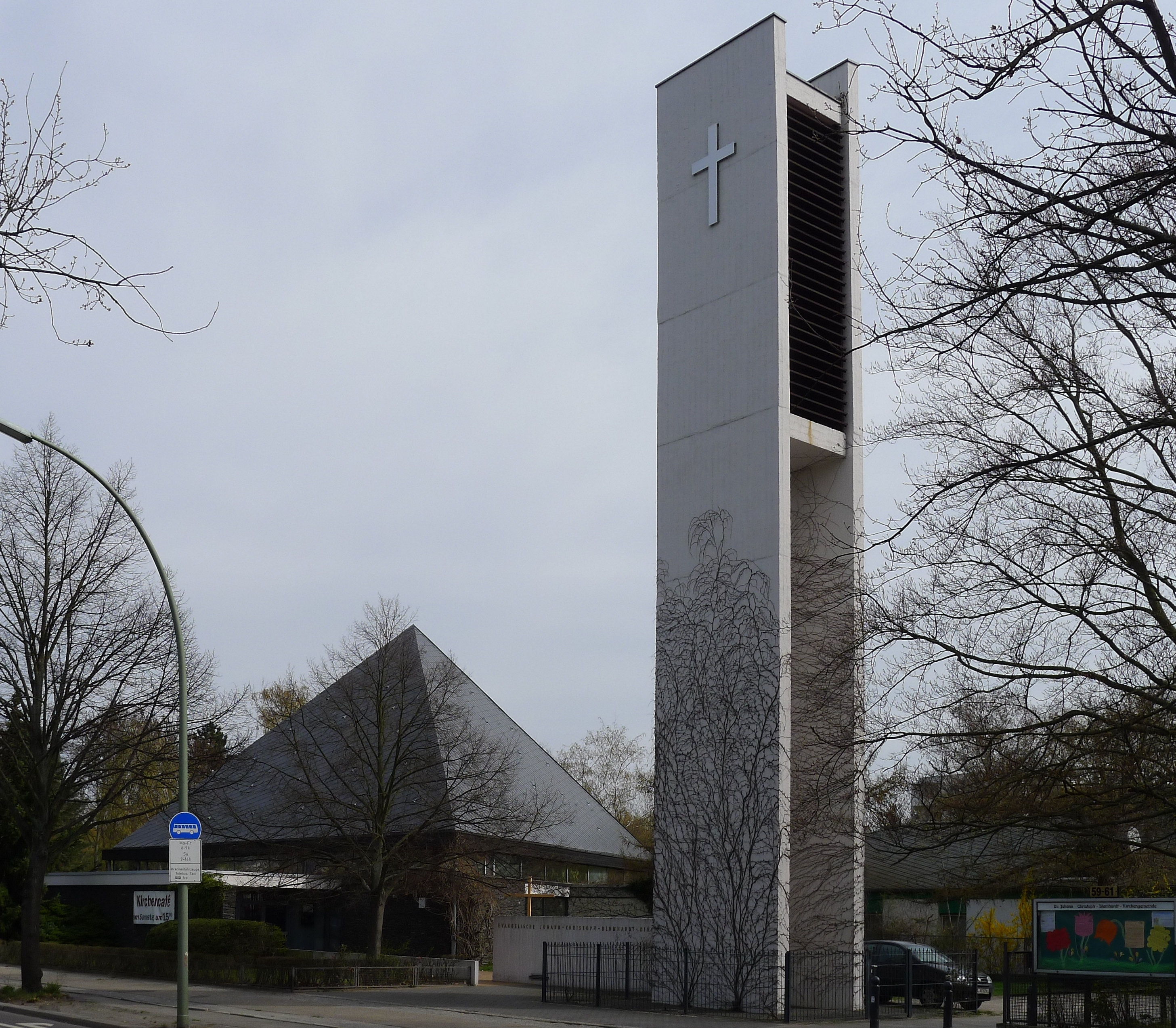
Johann-Christoph-Blumhardt-Kirche

Die Johann-Christoph-Blumhardt-Kirche am Buckower Damm 57 Ecke Schlosserweg im Berliner Ortsteil Britz des Bezirks Neukölln ist eine 1963–1964 von Günther Behrmann errichtet evangelische Kirche. Einige Jahre vorher hatte derselbe Architekt bereits auf dem benachbarten Grundstück ein Gemeindezentrum mit Jugendräumen und Pfarrhaus erbaut.

## Geschichte
Mit Beginn der 1930er Jahre wurden auf dem Gelände des ehemaligen Gutsbezirks Britz im Rahmen einer Arbeitsbeschaffung mehrere Siedlungen errichtet. Die Bewohner der Siedlungen gingen entweder zur Dorfkirche Britz oder zur Dorfkirche Buckow zum Gottesdienst. Nach dem Zweiten Weltkrieg wurden auf dem bisher landwirtschaftlich genutzten Gelände Flüchtlingssiedlungen mit Mietshäusern gebaut. Die Gemeinde der Britzer Dorfkirche wurde deshalb 1956 zum ersten Mal geteilt und die Hephatha-Kirchengemeinde gegründet. Ein weiterer Gemeindestützpunkt, der den Gläubigen den weiten Weg zur Dorfkirche ersparte, entstand ab dem Erntedankfest des Jahres 1956 in einem Klassenraum. Dort wurde wöchentlich Gottesdienst abgehalten. Anfang 1957 wurde im Souterrain des Hauses Buckower Damm 126 der erste eigene Gottesdienstraum bezogen. Die Gemeinde gehörte noch bis zum 30. Juni 1958 als Gemeindebezirk Windmühle zur Dorfkirche Britz. Aus diesem Bezirk entstand die Gemeinde, die sich Johann Christoph Blumhardt als Namenspatron wählte. Die Blumhardtgemeinde erhielt zunächst ein Holzhaus, das als provisorisches Gemeindezentrum diente. Behrmann entwarf dann das endgültige Gemeindezentrum. Dessen Grundsteinlegung war am 15. November 1959, sein Richtfest am 7. April 1960 und am 10. Juli 1960 wurde das Haus bezogen. Davor wurde ein Stahlgerüst mit drei Glocken aufgestellt, im Gemeindesaal eine kleine Orgel mit einem Manual von E. F. Walcker & Cie. Noch vor der Einweihung des Gemeindezentrums wurde ein Kirchenbauverein gegründet. Die Grundsteinlegung für eine Kirche mit 250 Plätzen erfolgte am 26. April 1964, am 29. Juli 1964 das Richtfest und schließlich am 20. Dezember 1964 die Einweihung. Die Orgel wurde in die neue Kirche umgesetzt. Ihr Klang war jedoch für den großen Raum zu dünn, deshalb wurde sie verkauft. 1967 wurde eine neue Orgel mit 15 Registern, verteilt auf zwei Manuale und ein Pedal, angeschafft.

## Baubeschreibung
Die Verknüpfung von zeltartigem Aufbau über polygonalem Grundriss ist seit den 1950er Jahren in Berlin eines der wesentlichen Merkmale des modernen Sakralbaus. Ein typisches Beispiel ist die Johann-Christoph-Blumhardt-Kirche, die im Gegensatz zur komplexen Gestalt anderer Kirchen klar und übersichtlich ist. Der Kirche, einem Stahlbeton-Skelettbau über dem Grundriss eines gleichschenkligen Dreiecks, ist ein Zeltdach aufgesetzt, das von neun Stützen aus hellem Beton getragen wird. Unterhalb der Dachtraufe befindet sich ein umlaufendes, niedriges Fensterband, das nur von den schmalen Betonstützen unterbrochen wird. Auf diese Weise wird der Eindruck eines über dem Baukörper leicht schwebenden Daches gefördert. Das Mauerwerk der Wände ist innen und außen mit Schiefer verkleidet. Das Zeltdach trägt innen eine Deckenverkleidung aus Holz.
Das Kirchenschiff hat einen flachen Anbau, in dem sich der Eingang befindet.
Der Campanile besteht aus zwei Wandscheiben. Die Glockenstube erhielt Lamellen als Hülle. Das Geläut besteht aus drei Bronzeglocken, die 1960 von Petit & Gebr. Edelbrock hergestellt wurden.
| Glocke | Schlagton | Gewicht | Durchmesser | 0Höhe0 |
| ------ | --------- | ------- | ----------- | ------ |
| 1      | cis″      | 220 kg  | 71 cm       | 59 cm  |
| 2      | e″        | 120 kg  | 59 cm       | 51 cm  |
| 3      | fis″      | 082 kg  | 52 cm       | 41 cm  |